# Зонне, Исай Соломонович
Исай Соломонович Зо́нне (3 декабря 1898, Хотин, Бессарабская губерния — 1 февраля 1953) — советский театральный актёр и режиссёр.

## Биография
Учился в Евпаторийской мужской гимназии вместе с Ильёй Сельвинским, с которым был дружен в годы учёбы. С 1918 по 1921 служил актером в Евпатории. В 1921 поступил в Школу русской драмы. Одновременно студент-практикант Петроградского института народного хозяйства. Окончил в 1925 году студию Александринского театра (класс Л. С. Вивьена). Окончил Школу русской драмы. С 1930 года — актёр ЛАДТ имени А. С. Пушкина, в 1943—1953 годах — в ЛАБДТ имени М. Горького. Преподавал в студии театра.

## Творчество
Среди ролей Зонне  актера Театра-студии в этот период были: лодочник, домоправитель («Цезарь и Клеопатра»), господин («Святая Иоанна»), 1-й кредитор , 6-й старец («Царь Эдип»), полковник Кук («Когда спящий проснется»), граф Остергаузен («Джентльмен»), Чупкевич («Полубарские затеи», сп. Театрастудии), Франсуа Артикль («Иван Козырь и Татьяна Русских», сп. Театра-студии), Зархин Зотик Францевич («Мандат»), профессор Шван («Скипетр»), генерал Ларионов («Пугачевщина»), барон («Пушкин и Дантес»), Кусачев («Конец Криворыльска»). 
С 1927 в составе труппы Александринского театра исполнял роли: князь Садамаса Цусимский («Ода Набунага»), Земляника («Ревизор»), Эмиль Тавернье («Соломенная шляпка»), Шигабутдинов («Мятеж») — в спектаклях Театра-студии; Саблер («Высоты»), Чуб («Командарм-2»), Эндикот («Сенсация»), Шаваш , Луше («Робеспьер»), Федоров («Ярость»). 
С августа 1933 на должности режиссера-ассистента. Был режиссером-лаборантом пост. Н. В. Петрова «Соломенная шляпка» (1928) и «Бурелом» (1929), режиссером «Командарма-2» (1930, пост. В. Н. Соловьев), режиссером-ассистентом сп. «Чудак» (1930, пост. Петров), режиссером-постановщиком «За чем пойдешь, то и найдешь» (1934). 
Перед Великой Отечественной войной Зонне совместно с В. П. Лебедевым руководил театральной студией ДК ВЦСПС. В 1940 актеры-любители показали «Старика» в его постановке. Работал на Ленинградском радио. Когда в октябре 1942 года в блокадном Ленинграде открылся Городской театр, Зонне вошел в его труппу. 
После войны служил в БДТ, выпустил спектакль «Под каштанами Праги» (совместно с Л. С. Рудником, 1947), «Разлом» (с А. В. Соколовым, 1950) и «Рюи Блаз» (с И. С. Ефремовым и О. Г. Казико, 1952).

### Театральные работы
- 18 октября 1942 — «Русские люди» К. М. Симонова (с И. Гориным, Ленинградский городской театр)
- 1945 — «Сотворение мира» Н. Ф. Погодина
- 1946 — «Под каштанами Праги» К. М. Симонова (совместно с Л. С. Рудником)
- 1950 — «Разлом» Б. А. Лавренёва (совместно с А. В. Соколовым)
- 1952 — «Бесприданница» А. Н. Островского (режиссёр возобновления; постановка И. Ю. Шлепянова, 1948)

### Фильмография
- 1935 — Совершеннолетние — Ганс Мюллер
- 1938 — Профессор Мамлок — доктор Вагнер

## Награды
- Сталинская премия третьей степени (1951) — за постановку спектакля «Разлом» Б. А. Лавренёва на сцене БДТ (1950)